# Órgano de la Basílica de San Martín (Weingarten)

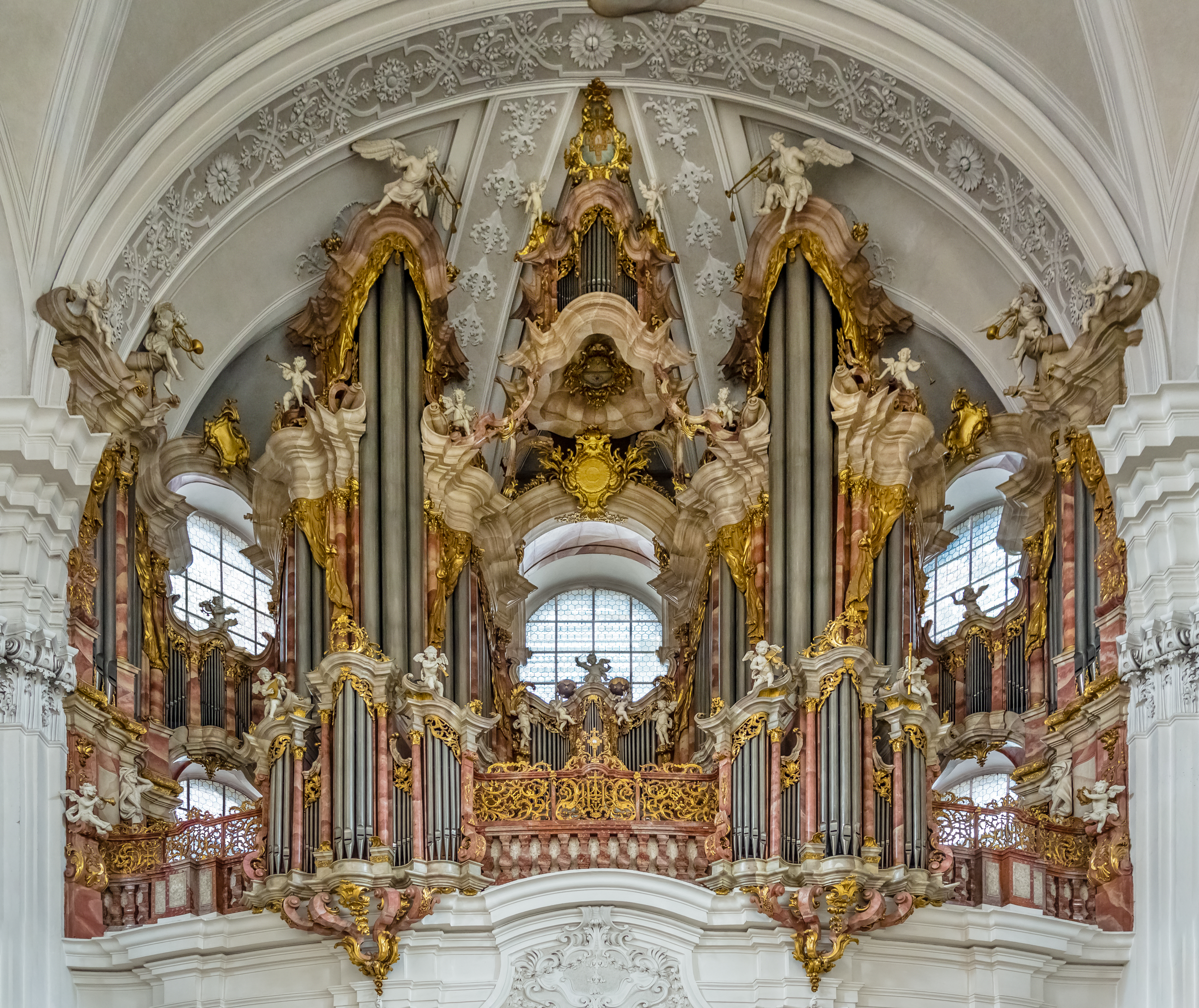
El órgano de la Basílica de San Martín.

El órgano de la Basílica de San Martín es un instrumento emplazado en dicho templo en la Abadía de Weingarten en la ciudad de Martinsberg (Monte San Martín) en Weingarten cerca de Ravensburg, en Baden-Württemberg de Alemania, fue construido por Joseph Gabler entre 1737 y 1750. Cuenta con cuatro manuales y pedalera, 169 rangos en 63 registros y 6890 tubos. El órgano se caracteriza por su decoración, que esta considerada una de las mejores entre todos los órgano del mundo, por la cantidad de rangos en sus mixturas y por su articular registro La force XLIX 2′ que hace sonar cuarenta y nueve rangos, aunque solo hace efecto en una nota del órgano, con el Do del pedalero. Fue el primer órgano con consola independiente de Alemania. Se lo considera el órgano barroco más grande e importante del sur de Alemania.

## Historia
El órgano fue construido por Joseph Gabler entre 1737 y 1750. Un órgano anterior fue construido por Martin Rück para la Basílica en 1532, pero fue destruido por una guerra en 1632. La construcción del órgano tuvo ciertas dificultades: un devastador incendio en el monasterio el 2 de diciembre de 1737, sumado a los retrasos causados por la carpintería del monasterio, que estaba sobrecargada con las reparaciones por el siniestro, sumado al cambio de abad el 13 de noviembre de 1738 le causaron considerables dificultades a Gabler para terminar su trabajo.
El diseño del órgano de Gabler integró las seis ventanas de la fachada oeste en la caja del órgano. El diseño de la caja del órgano, decorada con ángeles músicos, fue incluso descrito por el padre Anselmus Wüntsch, contemporáneo y crítico de Gabler, como «un maestro verdaderamente magistral». Los controles de registro de la consola son de marfil. Con el órgano de la Basílica de San Martín Joseph Gabler creó lo que es considerada su obra maestra, a pesar de ser su segundo instrumento. La ejecución técnica, en particular las cajas de viento y el mecanismo, también es de alta calidad. Gabler creó el primer órgano con consola independiente de toda Alemania. Los costes, inicialmente estimados en 17.619 florines, se superaron con creces. La apreciación de la música en las abadías barrocas del sur de Alemania permitió tales transgresiones. Gabler creó el primer órgano con una consola por fuera del instrumento.
En los siglos XIX y XX tuvieron lugar varias modificaciones. Algunos cambios incluyeron una reparación hecha por Maucher de Konstanz en 1811, una reparación por Braun de Spaichingen en 1826, y una restauración general por Weigle, quién adicionó levas Barker en 1878. Weigle se convirtió en el responsable del mantenimiento del instrumento en 1861. Entre 1908 y 1910, se instaló un ventilador eléctrico, una renovación importante de Weigle. En 1912, se amplió la gama de tonos y se instaló una Hochdruckwerk (división de alta presión) en la galería lateral, según el sistema patentado por Weigle. Posteriormente, el Kronpositiv fue transformado a tracción eléctrica. Steinmeyer realizó una revisión general del órgano en 1954, modificando el suministro de aire y ampliando el rango del pedal.
Orgelbau Kuhn restauró el órgano entre 1981 y 1983. Las obras se llevaron a cabo en parte en Männedorf y en parte en Weingarten, las mismas incluyeron medidas estáticas como: renovación del suelo de la galería, sustitución parcial de las vigas de soporte, mejora de la posición del órgano positivo y mejora del soporte para el arriostramiento de la caja positiva. En cuanto a los elementos funcionales se reconstruyó la máquina Barker y se restauró la mecánica directa, se repararon los numerosos fuelles, así como de los nuevos conductos de viento y sistema de generadores de aire, y reacondicionamiento de todas las piezas mecánicas, en particular los puntos de apoyo. Sin embargo, a petición de la comisión de órgano, fue necesario hacer dos concesiones: el registro original del pedal, de do a sol°, se amplió en siete notas hasta re°, y el temperamento desigual de Gabler se modificó y fue suavizado ligeramente. En cuanto a la reparación de los tubos, Orgelbau Kuhn realizó las reparaciones necesarias propias de siglos de daños por afinación. Se resoldaron las juntas de las tuberías rotas y los lánguidos sueltos, se redondearon los cuerpos deformados y se añadieron nuevas secciones a las tapas de las tuberías dañadas. El sistema de suministro de aire Gabler en la torre norte ya había sido reemplazado por primera vez durante las obras de 1861/62. En lugar de los seis fuelles de tipo trapezoidal, se instalaron diez fuelles de caja de nuevo diseño. Probablemente en 1912, durante la instalación del ventilador eléctrico, el sistema de aire se modernizó de nuevo con la construcción de un gran fuelle de doble elevación. Durante la restauración se instalaron de nuevo seis fuelles de tipo trapezoidal con accionamiento motorizado.
Orgelbau Kuhn señaló la caja como la causa de la baja potencia del órgano. Otra razón son las aberturas de salida del sonido. Los grandes tubos de la fachada están muy poco espaciados. Aparte de las aberturas triangulares alrededor de las patas de los tubos, solo hay ranuras muy estrechas entre los tubos para la salida del sonido.
Curiosamente, las imágenes de la fachada muestran que Gabler añadió adornos tallados entre las bases de los tubos de la fachada, bloqueando aún más la salida del sonido.
Las enormes pantallas de los tubos, sin perforar, también reducen la salida del sonido. Pero otro problema fue el envejecimiento del órgano: el estrechamiento de los orificios de los pies de los tubos como consecuencia a los ángulos muy pronunciados de los chaflanes de los orificios del sitio sobre donde se asentaban. También se debió a un mantenimiento tardío. Este daño secundario se descubrió y corrigió durante la restauración, mientras que las demás características del estilo Gabler, se mantuvieron intactas.

### Leyendas
A lo largo de los siglos varias leyendas surgieron en torno al órgano. Una de ellas afirma que Gabler instaló 6666 tubos simbolizando el número de latigazos durante la flagelación de Jesús, sin embargo por ciertas dificultades nunca se pudo llegar a ese preciso número. Esto tiene probabilidad de ser cierto ya que existen diversos contratos de 1737, 1739, 1741 y 1745 que afirman este número.
La existencia de una palanca secreta que al accionarla el órgano deja de funcionar bien. Se dice que los monjes no le habían terminado de pagar a Gabler, por lo que un día el organero solicitó las llaves del órgano años después de su finalización, esgrimiendo como excusa que tenía que hacer un pequeño ajuste. Dentro del instrumento, accionó la palanca, entonces el órgano emitía un débil gemido. El abad y el convento se reunieron preocupados por la situación, y Gabler prometió un rápido arreglo si se pagaban sus salarios atrasados. Tras el pago, Gabler restauró el órgano a su antiguo esplendor con un solo movimiento. También hubo un incidente relacionado con la palanca en 1905, cuando el órgano quedó repentinamente inutilizable. En 1912, durante una renovación realizada por el organero Weigle, se informó que la palanca oculta fue descubierta y retirada, sirviendo como una especie de válvula reguladora para controlar el suministro de viento. Durante la restauración que se hizo entre 1981 y 1983 por la empresa suiza Orgelbau Th. Kuhn AG, siguieron la tradición incorporando una palanca secreta similar, cuyo paradero sigue siendo un misterio.
Otra leyenda de tipo más ficticio cuenta que Gabler quería hacer un registro de Vox Humana (un registro que intenta imitar la voz humana, pero en la práctica ello es imposible) lo más real posible, haciendo varios tipos de aleaciones especiales sin éxito alguno, hasta que Satanás le susurró una noche, ofreciéndole ayuda en su empresa a cambio de su alma. En una noche de tormenta, Gabler supuestamente se escapó del monasterio y se dirigió a Laurastein para encontrarse con el Diablo. Supuestamente, Gabler entregó su alma con su sangre como tinta, recibiendo a cambio un metal para fundir tubos. Tras fundir los tubos con el metal proporcionado por el Diablo, el registro de Vox Humana supuestamente sonaba como una voz humana, aunque producía música profana en lugar de himnos sagrados, lo que llevó a muchos monjes a abandonar sus hogares en busca de placeres mundanos. Gabler fue entonces aprehendido por el abad y confesó el "acto siniestro". Posteriormente, fue juzgado y quemado en el patio del monasterio junto con el misterioso registro. Sin embargo, logró crear un sustituto del registro diabólico, ganándose el indulto.

## Características
El diseño sonoro del órgano Gabler es especial, ofrece una amplia gama de sonidos generados por sus 66 registros. Estos incluyen diversos tonos instrumentales, partes de flauta y cuerda, así como efectos especiales no tan usuales como el canto de los pájaros, timbales y campanas. Una característica especial es la "Vox Humana", una voz de registro que evoca la voz humana. La combinación de estos elementos crea una variedad única de tonos, que se ve reforzada por voces dobles y triples. No obstante, recurrentemente se ha señalado que el sonido no es lo suficientemente fuerte, sino más bien algo contenido, similar a la música de cámara.
También se pueden observar algunas características bastante inusuales en cuanto al diseño sonoro, como el gran número de rangos en las mixturas, particularmente raro. Además, los registros polifónicos de sesquialtero y corneta son en realidad mezclas repetitivas de terceras, y el coro característico de 1 3/5' a menudo solo se alcanza en do'. Pero Gabler incluso gustaba de duplicar o triplicar los registros normales, especialmente en las cuerdas. Esto probablemente pretendía crear un efecto coral.

## Disposición

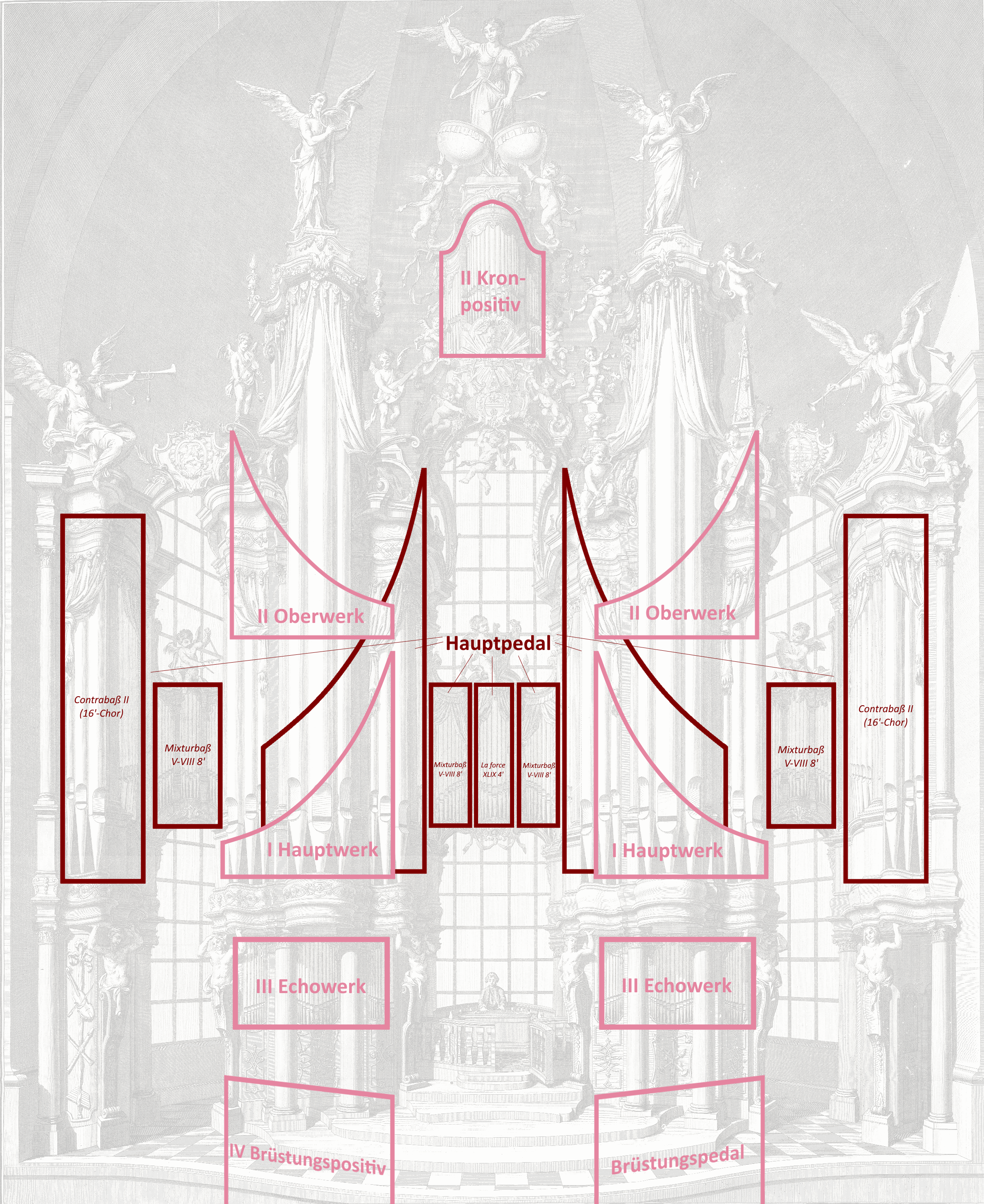
Divisiones del órgano.

| I Hauptwerk |                     |       |
| 1.          | Praestant           | 16′   |
| 2.          | Principal           | 8′    |
| 3.          | Rohrflaut           | 8′    |
| 4.          | Octav I-II          | 4'    |
| 5.          | Superoctav II       | 2′+1′ |
| 6.          | Hohlflaut           | 2′    |
| 7.          | Mixtur IX-X         | 2′    |
| 8.          | Cimbalum XII        | 1′    |
| 9.          | Sesquialter VIII-IX | 2′    |
| 10.         | Piffaro V-VII       | 8′    |
| 11.         | Trombetten          | 8′    |

| II Oberwerk |                  |     |
| 12.         | Borduen II-III   | 16′ |
| 13.         | Principal Tutti  | 8′  |
| 14.         | Violoncell I-III | 8′  |
| 15.         | Coppel           | 8′  |
| 16.         | Hohlflaut        | 8′  |
| 17.         | Unda maris       | 8′  |
| 18.         | Solicinale       | 8′  |
| 19.         | Mixtur IX-XII    | 4′  |

| II Kronpositiv |             |       |
| 20.            | Octav douce | 4′    |
| 21.            | Viola II    | 4′+2′ |
| 23.            | Cimbali II  | 2′+1′ |
| 24.            | Nasat       | 2′    |

| III Echowerk |                 |     |
| 25.          | Borduen         | 16′ |
| 26.          | Principal       | 8′  |
| 27.          | Flauten         | 8′  |
| 28.          | Quintatön       | 8′  |
| 29.          | Viola douce     | 8′  |
| 30.          | Octav           | 4′  |
| 31.          | Hohlflaut I-II  | 4′  |
| 32.          | Piffaro doux II | 4′  |
| 33.          | Superoctav      | 2′  |
| 34.          | Mixtur V-VI     | 2′  |
| 35.          | Cornet V-VI     | 1′  |
| 36.          | Hautbois        | 8′  |

| IV Brüstungspositiv |                  |    |
| 37.                 | Principal doux   | 8′ |
| 38.                 | Flaut douce      | 8′ |
| 39.                 | Quintatön        | 8′ |
| 40.                 | Violoncell       | 8′ |
| 41.                 | Rohrflaut        | 4′ |
| 42.                 | Querflaut        | 4′ |
| 43.                 | Flaut travers II | 4′ |
| 44.                 | Flageolet        | 2′ |
| 45.                 | Cornet VIII-XI   | 2′ |
| 46.                 | Vox humana       | 8′ |
| 47.                 | Hautbois         | 4′ |
|                     | Carillon         | 2′ |
|                     | Tremulant        |    |

| Hauptpedal |                  |         |
| 48.        | Contrabaß II     | 32′+16′ |
| 59.        | Subbaß           | 32′     |
| 50.        | Octavbaß         | 16′     |
| 51.        | Violonbaß II     | 16′+8′  |
| 52.        | Mixturbaß V-VIII | 8′      |
| 53.        | Posaunenbaß      | 16′     |
| 54.        | Bombard          | 16′     |
| 55.        | La force XLIX    | 2′      |
|            | Carillon ped.    | 2′      |

| Brüstungspedal |                    |     |
| 56.            | Quintatönbaß       | 16′ |
| 57.            | Superoctavbaß      | 8′  |
| 58.            | Flaut douce        | 8′  |
| 59.            | Violoncellbaß      | 8′  |
| 60.            | Hohlflautbaß       | 4′  |
| 61.            | Cornetbass X-XI    | 4′  |
| 62.            | Sesquialter VI-VII | 3′  |
| 63.            | Trombetbaß         | 8′  |
| 64.            | Fagottbaß          | 8′  |